# Maria Skibniewska
Maria Skibniewska, z domu Skibińska (ur. 3 maja 1904 w Warszawie, zm. 28 października 1984 tamże) – polska tłumaczka, głównie anglojęzycznej i francuskojęzycznej literatury pięknej. 
Absolwentka Gimnazjum im. Cecylii Plater-Zyberkówny i polonistyki na Uniwersytecie Warszawskim. Wojna przerwała jej studia romanistyczne, podczas okupacji pracowała chałupniczo jako tkaczka, przeżyła powstanie warszawskie. Po jej zakończeniu pracowała jako urzędniczka, ponadto w 1947 zadebiutowała jako autorka przekładu literatury pięknej. Była także tłumaczką podczas procesu załogi KL Auschwitz w Krakowie (1947) i Światowego Kongresu Intelektualistów w Obronie Pokoju we Wrocławiu (1948).  
Od 1950 do 1971 pracowała w Spółdzielni Wydawniczej „Czytelnik”, wpierw jako korektorka stylistyczna, a później kierowniczka redakcji literatur romańskich. Przez cały ten czas, jak i na emeryturze, zajmowała się tłumaczeniami, głównie z literatury pięknej. Przełożyła na polski około stu książek, między innymi utwory Jeana Geneta, Grahama Greene’a, Henry’ego Jamesa, Thomasa Wolfe’a, Bruce’a Marshalla, Williama Saroyana, J.R.R. Tolkiena, Johna Updike’a i Patricka White’a. Była wysoko ceniona za swój dorobek translatorski.
Jej starszym bratem był Franciszek Skibiński, późniejszy generał dywizji Wojska Polskiego, a mężem inżynier Stanisław Skibniewski, oficer Armii Krajowej i powstaniec warszawski (ps. „Cubryna”).

## Życiorys

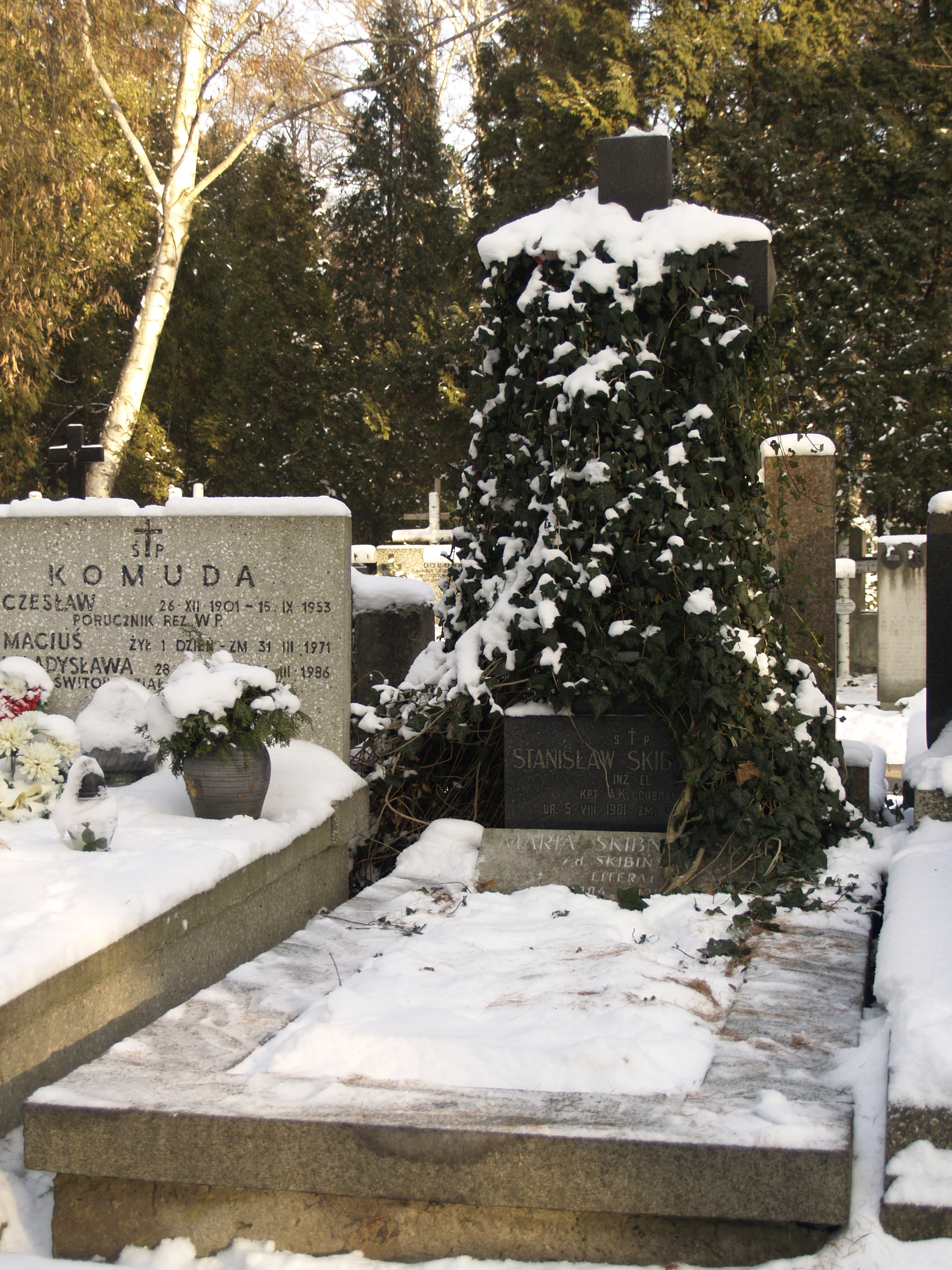
Nagrobek Marii i Stanisława Skibniewskich na Powązkach Wojskowych

Maria Skibińska urodziła się 3 maja 1904. Jej ojciec, Władysław, był urzędnikiem, od 1920 pracował w Ministerstwie Skarbu, wcześniej zajmował się malarstwem artystycznym. Matka, Zofia z Królikowskich, uczyła w warszawskich szkołach średnich. Maria miała troje rodzeństwa, dwóch braci – Franciszka, późniejszego generała dywizji Wojska Polskiego i Józefa, lotnika, który zginął w 1939 – oraz siostrę.
Uczęszczała do Gimnazjum im. Cecylii Plater-Zyberkówny w Warszawie, w którym w 1922 zdała maturę humanistyczną. Następnie podjęła studia polonistyczne na Uniwersytecie Warszawskim. 18 września 1928 wyszła za mąż za Stanisława Skibniewskiego, inżyniera elektryka, i – przerwawszy studia – przeniosła się z nim do szwajcarskiego Baden, gdzie odbywał praktykę zawodową i gdzie mieszkali do 1930. Polonistykę na UW ukończyła w tymże roku, po powrocie do Polski. Jej praca dyplomowa była poświęcona realizmowi w twórczości Balzaka i Conrada. W 1936, w związku z pracą męża, wyjechała wraz z nim do Szwecji. Rok później Stanisław otrzymał stanowisko dyrektora technicznego Elektrowni Warszawskiej na Powiślu, a następnie zastępcy jej dyrektora naczelnego. W tym samym czasie (1937) Maria podjęła na UW studia romanistyczne. Wiadomo ponadto, że przed wybuchem wojny należała do Polskiego Czerwonego Krzyża i Polskiego Towarzystwa Tatrzańskiego. W latach 30., przez rok, pracowała w Gimnazjum im. Cecylii Plater-Zyberkówny.
Romanistyki nigdy nie ukończyła, studia przerwała agresja Niemiec na Polskę. Uciekając przed wojną, Skibniewska wyjechała na Węgry i do Rumunii, jednak wróciła do Warszawy jeszcze w 1939; mieszkała tam przez całą okupację i pracowała chałupniczo jako tkaczka. Jej mąż walczył w kampanii wrześniowej. Po zakończeniu regularnych walk wrócił na poprzednie stanowisko w elektrowni, a od marca 1942 był jej dyrektorem. Jednocześnie uczestniczył cały czas w ruchu oporu przeciw okupantowi – był oficerem Armii Krajowej (pseudonim konspiracyjny „Cubryna”) i współorganizatorem oddziału Służby Ochrony Powstania na jej terenie, następnie walczył w powstaniu warszawskim. Po klęsce trafił do oficerskich obozów jenieckich w Bergen-Belsen i Sandbostel, natomiast Maria znalazła się w Głogoczowie koło Krakowa.
Po wojnie utrzymywała się początkowo z pracy sekretarki, później referentki personalnej w Zjednoczeniu Przemysłu Kotlarskiego, być może w Krakowie. W 1946 podjęła pracę w Warszawie, w dziale nasłuchów zagranicznych Polskiego Radia. W następnym roku przeniosła się do Wrocławia, gdzie jej mąż otrzymał pracę w Społecznym Przedsiębiorstwie Budowlanym. W tym samym roku miał miejsce debiut translatorski Skibniewskiej: katowickie wydawnictwo Awir opublikowało jej tłumaczenie powieści Jamesa Hiltona pt. Zagubione dni. Niedługo potem powróciła do Warszawy, gdzie krótko pracowała jako referentka w dziedzinie importu w Biurze Łożysk Tocznych „Polimexu”.
Dwukrotnie została zatrudniona jako tłumaczka – w 1947 podczas procesu załogi KL Auschwitz, który odbywał się w Krakowie, a w sierpniu 1948 w trakcie Światowego Kongresu Intelektualistów w Obronie Pokoju we Wrocławiu. We wrześniu tego samego roku postawiono jej zarzuty szpiegostwa na rzecz Stanów Zjednoczonych i w związku z tym była przez pewien czas więziona, również jej męża spotkał ten sam los. W kręgu rodziny aresztowanie Skibniewskich wiązano z jej pracą przy kongresie.
W lutym 1950 zatrudniono Skibniewską w Spółdzielni Wydawniczej „Czytelnik” jako korektorkę stylistyczną. Zmiana pracy była związana z aresztowaniem i procesem jej brata, Franciszka. Z „Czytelnikiem”, gdzie później kierowała redakcją literatur romańskich, była związana aż do emerytury, na którą przeszła 31 lipca 1971. Przez cały ten czas (jak i na emeryturze) Skibniewska nie przerywała pracy translatorskiej; od swego debiutu przełożyła blisko sto dzieł z języków angielskiego i francuskiego. W 1956 została przyjęta do Związku Literatów Polskich. Ceniono ją także za prace redaktorskie, w 1957 Zbigniew Bieńkowski podkreślał, że na tym polu zasłużyła się polskiej romanistyce. W latach 50. kierowała wznowieniem cyklu Komedii ludzkiej Balzaka.
Pracując w „Czytelniku” bliższe relacje i przyjaźń nawiązała z tłumaczkami Aliną Przedpełską-Trzeciakowską i Eligią Bąkowską. Krewni lub współpracownicy zapamiętali ją jako wykształconą, kulturalną i elegancką kobietę, posługującą się nienaganną polszczyzną. Jako zwierzchniczka miała być dość surowa, ograniczająca kontakty do spraw służbowych, bez spoufalania. Jednocześnie potrafiła okazywać sympatię, jak i żartować. Pracę translatorską, często nad trudnymi i ambitnymi tytułami, pomyślnie łączyła z obowiązkami redakcyjnymi, co uznawano za wyraz rozwiniętego etosu pracy, pasji, jak i sposobu dostosowania się do powojennej rzeczywistości. W kontaktach z ludźmi unikała wprost tematów politycznych, skrywając swój niechętny stosunek do władzy komunistycznej, co najwyżej dając rozmówcom do zrozumienia, co o niej sądzi. W latach stanu wojennego bardzo źle przyjęła przystąpienie brata do Patriotycznego Ruch Odrodzenia Narodowego, co odbiło się na ich kontaktach. Jej krewną była tłumaczka Małgorzata Targowska-Grabińska, która w młodości mieszkała przez kilka lat u niej.
Maria Skibniewska owdowiała w 1958, nie miała z mężem dzieci. Z upływem lat borykała się z coraz większymi problemami ze wzrokiem, prowadzącymi do jego stopniowej utraty. Zmarła 28 października 1984. Została pochowana na Cmentarzu Wojskowym na Powązkach w Warszawie.

## Twórczość translatorska

### Charakterystyka ogólna
Skibniewska debiutowała przekładem powieści zaliczanej do literatury rozrywkowej (Zagubione dni J. Hiltona), jednak szybko zaczęła tłumaczyć autorów wybitnych, począwszy od Dolores H.G. Wellsa, wydanej w Polsce w 1948. Wśród kolejnych pisarzy, których dziełami się zajmowała można wymienić między innymi Fredericka Buechnera, G.K. Chestertona, Josepha Conrada, Lawrence’a Durella, Maurice’a Druona, Williama Faulknera, Grahama Greene’a, Henry’ego Jamesa, Bruce’a Marshalla, Guy de Maupassanta, Flannery O’Connor, J.D. Salingera, Williama Saroyana, J.R.R. Tolkiena, Thomasa Wolfe’a, Johna Updike’a i Nathanaela Westa. Do twórczości niektórych nabrała upodobania, o czym może świadczyć tłumaczenie kolejnych spośród ich tytułów. Jednym z jej ulubionych autorów był Patrick White, australijski noblista z 1973. Jakkolwiek przekładała przede wszystkim powieści i opowiadania anglo- lub francuskojęzyczne, to nie brak w jej dorobku książek o innej tematyce. Były to biografie i opracowania historyczne oraz kilka dramatów Jeana Geneta oraz artykułów poświęconych teatrowi E.C. Craiga, Paula Claudela, Jacquesa Copeau i G.B. Shawa. Część spośród tych przekładów może poświadczać zainteresowania Skibniewskiej malarstwem, jak i sztuką teatralną.
Była wysoko oceniana za swoje tłumaczenia. Jej zasługi dla polskiej translatoryki literackiej i jakość pracy tłumaczeniowej wielokrotnie podkreślała krytyka, a cały dorobek można określić jako imponujący. Jarosław Iwaszkiewicz o jej przekładzie powieści H.K. Laxnessa napisał: Bogactwo języka, piękność i prostota składni, przednia polszczyzna – wszystko to składa się na to, że „Niezależni” stają się bardzo cenną pozycją literacką. Tłumaczenia dokonano z angielskiego, ale przekład jest świetny. Pozytywną ocenę przekładu Dolores wyraził Zdzisław Najder (1957), a w późniejszych latach Henryk Krzeczkowski i Alina Szala (1974) określali Skibniewską jako wybitną tłumaczkę, zaliczając ją do grona najlepszych w Polsce. Jej przekład Oka cyklonu White’a zostało w 1977 nagrodzone przez miesięcznik „Literatura na Świecie” jako najlepiej przetłumaczona książka roku 1976. Jerzy Lisowski, który współpracował z nią przy tłumaczeniu dramatów Geneta, określił ją mianem swojej mistrzyni.
Mimo zasług jako tłumaczki i redaktorki oraz cenienia w środowisku, nie szukała rozgłosu. Podczas spotkania Sekcji Przekładowej ZLP z Julianem Rogozińskim (5 maja 1953), z którym pracowała przy Komedii ludzkiej, tylko raz zabrała głos, na prośbę prowadzącego spotkanie. W prasie pozostało po niej niewiele wzmianek, jednej wypowiedzi udzieliła dla miesięcznika „Nowe Książki” (nr 2 z 1972), w której przedstawiła plany wydawnictwa dotyczące literatury z Ameryki Południowej, bez żadnych osobistych akcentów. Jedynym przekładem, który opatrzyła swoim szerszym komentarzem był Portret damy H. Jamesa, do którego napisała erudycyjny wstęp.
Tłumaczenia Skibniewskiej wznawiano i komentowano wiele lat po jej śmierci. O jej dokonaniach wypowiadali się z uznaniem między innymi Marek Paryż i Maciej Płaza. Z kolei Krzysztof Majer w eseju o polskich przekładach Flannery O’Connor polemicznie odniósł się do niektórych wyborów Skibniewskiej (zwłaszcza pewnej zachowawczości w tłumaczeniu dialogów), doceniając zarazem jej kunszt opisowy.

### Tłumaczka Tolkiena
Pierwszą książką J.R.R. Tolkiena, którą Skibniewska przetłumaczyła był Hobbit, wydany po polsku w 1960 przez Wydawnictwo Iskry. Natomiast umowę na przekład Władcy Pierścieni podpisała z „Czytelnikiem” już w 1958. Nie ma żadnych świadectw z przebiegu jej pracy. Wiadomo tylko, że w czerwcu 1959 napisała list do wydawnictwa Allen & Unwin, z pytaniami o wskazówki pomocne przy tłumaczeniu, który przekazano Tolkienowi. Ten obiecał szybką odpowiedź, jednak ze względu na problemy rodzinne, przez dłuższy czas jej nie udzielił. Dopiero po ponagleniach ze strony „Czytelnika” przekazał kilka ogólnych wskazówek, które zawarł w liście do Allen & Unwin, by przesłano je Skibniewskiej. Nie ma śladów żadnej bezpośredniej korespondencji między pisarzem a polską tłumaczką, być może jednak jej list, który przekazano Tolkienowi, znajduje się w spuściźnie po nim w Bodleian Library.
Trzy tomy Władcy Pierścieni w przekładzie Skibniewskiej wychodziły kolejno w 1961, 1962 i 1963, przy czym większość wierszy w powieści nie przetłumaczyła ona, lecz Włodzimierz Lewik (tomy I–II) i Andrzej Nowicki (tom III). Było to trzecie tłumaczenie utworu Tolkiena na język obcy, po holenderskim i szwedzkim.
Kiedy Lech Jęczmyk, kierownik redakcji angielskiej „Czytelnika”, zainicjował prace nad drugim wydaniem Władcy Pierścieni, jak również opublikowaniem po polsku Silmarillionu, Skibniewska, mimo problemów ze zdrowiem, zaangażowała się w oba zadania. Wprowadziła szereg poprawek do swojego przekładu, równolegle pracując nad tłumaczeniem kolejnego tytułu Tolkiena. Ponadto poprawiła tekst do nowego wydania Hobbita. Drugie wydanie Władcy Pierścieni wyszło w 1981, natomiast Silmarillion już po śmierci tłumaczki w 1985, podobnie jak druga edycja Hobbita.
Przekłady Skibniewskiej uznane zostały za wierne oryginałowi i dobrze oddające styl oraz język autora, jakkolwiek nie pozbawione pewnych błędów. W przypadku Hobbita, jak wskazuje Michał Leśniewski, znawca twórczości Tolkiena, poważnym mankamentem jest fakt, że przy przygotowaniach do drugiego wydania, tłumaczka nie uwzględniła szeregu mniejszych zmian, jakie Tolkien wprowadził do powieści, poprzestając tylko na przełożeniu jednego rozdziału, który autor zmienił w całości. W konsekwencji tego pierwszym pełnym polskim tłumaczeniem Hobbita z uwzględnieniem wszystkich autorskich zmian był przekład Pauliny Braiter.
Natomiast tłumaczenie Władcy Pierścieni, które wyszło spod ręki Skibniewskiej jest uznawane za znakomite czy wręcz niemal kongenialne, oddające wysoki ton Tolkiena, a zarazem zachowujące jego potoczysty styl, dzięki czemu czyta się je bardzo dobrze. Określane jest jako najlepsze z dostępnych przekładów, czy też najpiękniejsze. Wysoka jakość pracy wynikała także z faktu, że tłumaczka pracowała bez pośpiechu, bowiem praktycznie na każdy tom miała rok, co w porównaniu do warunków pracy autorów kolejnych przekładów było sytuacją komfortową. Dzieło Skibniewskiej uchodzi za kanoniczną wersję powieści po polsku. Wysokie oceny przekładu wyrażali spośród anglistów między innymi Przemysław Mroczkowski, Andrzej Zgorzelski i Agnieszka Sylwanowicz. Stało się podstawą polskiego tłumaczenia filmu Władca Pierścieni w reżyserii Petera Jacksona.
Przy pracy nad Władcą Pierścieni Skibniewska tylko częściowo przestrzegała sugestii autora. Zachowała angielskie nazwiska hobbitów, natomiast w przypadku nazw miejscowych tylko część potraktowała podobnie, inne, zwłaszcza te z wyraźnym sensem, przetłumaczyła na polski. W ten sposób wprowadziła do polszczyzny nazwę „Śródziemie”. Jej pomysłem było również posłużenie się słowem „krasnolud”, zgrubieniem od „krasnoludek”. Zaczerpnęła je z tomu III Słownika języka polskiego pod redakcją Witolda Doroszewskiego, gdzie jako przykład jego użycia przytoczono zdanie z części II Nocy i dni Marii Dąbrowskiej. Celem tego zabiegu było odróżnienie postaci z twórczości Tolkiena od małych istot z bajek. Niektóre opuszczenia w przekładzie mogły wynikać z cenzury, inne były świadomym wyborem tłumaczki, jak w przypadku dodatków D i E do trzeciego tomu (o kalendarzach i alfabetach), które uznała za potencjalnie niezrozumiałe dla polskiego czytelnika.
W 1996 wydawnictwo Muza opublikowano nowe wydanie powieści, przygotowane pod redakcją Marka Gumkowskiego, znawcy twórczości Tolkiena. Przekład Marii Skibniewskiej doczekał się przy tej okazji szeregu poprawek i uzupełnień. Usunięto zarówno zwykłe błędy, jak i wprowadzono modyfikacje pewnych sformułowań, które dopiero w świetle spuścizny Tolkiena, opublikowanej wiele lat po powieści, okazały się nietrafne. Niektóre przekłady wierszy Włodzimierza Lewika zastąpiły nowe tłumaczenia Tadeusza A. Olszańskiego, ponadto uwzględniono dodatki D i E, które przełożył Ryszard Derdziński. W całym tekście wprowadzono znaki diakrytyczne, jak również w słowach z języków elfów lub ludzi, wymyślonych przez pisarza, zróżnicowano zapis głosek „k” i „f”, za pomocą liter „c”, „k”, „f” lub „ph”. Jednak ze względu na pośpiech, jaki towarzyszył temu wydaniu, nie wychwycono wszystkich szczegółów wartych poprawienia. Przy okazji kolejnych edycji Muza nie zdecydowała się na wprowadzenie dalszych modyfikacji przekładu, by wyeliminować pozostałe błędy czy nieścisłości.
Przekład Silmarillionu również zyskał pozytywne oceny. Agnieszka Sylwanowicz zwróciła uwagę, że Skibniewska posłużyła się językiem budzącym u czytelnika skojarzenia ze stylem biblijnym, co nie do końca jest zgodne z tonem tekstu autora. Samo tłumaczenie, jak wskazuje Michał Leśniewski, nie było w pełni gotowe, jednak wydawnictwo opublikowało je pierwotnie bez odpowiednich poprawek.

## Lista przekładów

### Literatura piękna angielska
| Autor                    | Tytuł                                                                                     | Data wydania                  | Wydawca, uwagi |
| ------------------------ | ----------------------------------------------------------------------------------------- | ----------------------------- | --- |
| Gillian Avery            | Echo dawnych lat. Wspomnienia z młodości w okresie regencji i panowania królowej Wiktorii | 1979                          | Nasza Księgarnia |
| Gilbert Keith Chesterton | Człowiek, który był Czwartkiem                                                            | 1958                          | Instytut Wydawniczy Pax, powieść, wydana wspólnie z Koszmarem                                                             |
| Gilbert Keith Chesterton | Koszmar                                                                                   | 1958                          | Instytut Wydawniczy Pax, powieść, wydana wspólnie z Człowiekiem, który był Czwartkiem                                     |
| Gilbert Keith Chesterton | Pisma wybrane                                                                             | 1975                          | Znak, jeden z przekładów w antologii                                                                                      |
| Gilbert Keith Chesterton | Kula i krzyż                                                                              | 1992                          | Instytut Wydawniczy Pax, powieść                                                                                          |
| Joseph Conrad            | Wśród prądów                                                                              | 1974                          | Państwowy Instytut Wydawniczy, tom 17 cyklu Dzieła J. Conrada                                                             |
| Lawrence George Durrell  | Kwartet aleksandryjski: Justyna Balthasar Mountolive Clea                                 | 1971–1975 1971 1972 1974 1975 | Czytelnik, cykl powieści                                                                                                  |
| David Edgar              | Przeznaczenie                                                                             | 1978                          | dramat, opublikowany w czasopiśmie „Dialog”                                                                               |
| James Gordon Farrell     | Oblężenie Krisznapuru                                                                     | 1979                          | Czytelnik, powieść |
| William Golding          | Siłą bezwładu                                                                             | 1970                          | Instytut Wydawniczy Pax, powieść                                                                                          |
| Graham Greene            | Nasz człowiek w Hawanie                                                                   | 1960                          | Instytut Wydawniczy Pax, powieść                                                                                          |
| Graham Greene            | Tchórz                                                                                    | 1962                          | Instytut Wydawniczy Pax, powieść, wydana w zbiorze Dwie opowieści (drugi tytuł Tajny agent w przekładzie Ewy Życieńskiej) |
| Graham Greene            | Poczucie rzeczywistości                                                                   | 1964                          | Instytut Wydawniczy Pax, jeden z przekładów w antologii                                                                   |
| Graham Greene            | Komedianci                                                                                | 1966                          | Instytut Wydawniczy Pax, powieść                                                                                          |
| Sean O’Hanlon            | Kamień, co się toczy... Życiorys własny nieco ubarwiony                                   | 1961                          | Czytelnik, powieść |
| James Hilton             | Zagubione dni                                                                             | 1947                          | Awir, powieść |
| Bruce Marshall           | Ale i oni otrzymali po denarze                                                            | 1958                          | Instytut Wydawniczy Pax, powieść                                                                                          |
| Bruce Marshall           | Paryżowi podzwonne                                                                        | 1961                          | Instytut Wydawniczy Pax, powieść                                                                                          |
| Bruce Marshall           | Czerwony kapelusz                                                                         | 1962                          | Instytut Wydawniczy Pax, powieść                                                                                          |
| Robert Player            | Gdzie się podziały kolczyki Krwawej Mary? Tajemnice dworu królowej                        | 1976                          | Czytelnik, powieść |
| Alan Sillitoe            | Samotność długodystansowca                                                                | 1964                          | Państwowy Instytut Wydawniczy, opowiadanie                                                                                |
| J.R.R. Tolkien           | Hobbit, czyli tam i z powrotem                                                            | 1960                          | Iskry, powieść, wiersze w przekładzie Włodzimierza Lewika                                                                 |
| J.R.R. Tolkien           | Władca Pierścieni: Wyprawa Dwie wieże Powrót króla                                        | 1961−1963 1961 1962 1963      | Czytelnik, powieść w 3 tomach wiersze w przekładzie W. Lewika wiersze w przekładzie Andrzeja Nowickiego                   |
| J.R.R. Tolkien           | Rudy Dżil i jego pies                                                                     | 1962                          | Iskry |
| J.R.R. Tolkien           | Kowal z Podlesia Większego                                                                | 1980                          | Iskry, wydanie wspólne z Rudym Dżilem i jego psem                                                                         |
| J.R.R. Tolkien           | Silmarillion                                                                              | 1985                          | Czytelnik, opowiadania |
| Herbert George Wells     | Dolores                                                                                   | 1948                          | Awir, powieść |
| –                        | Życie innych ludzi. Opowiadania angielskie                                                | 1967                          | Instytut Wydawniczy Pax, jeden z przekładów w antologii                                                                   |

### Literatura piękna amerykańska
| Autor              | Tytuł                                                        | Data wydania | Wydawca, uwagi |
| ------------------ | ------------------------------------------------------------ | ------------ | --- |
| –                  | 26 współczesnych opowiadań amerykańskich                     | 1963         | Iskry, jeden z przekładów w antologii |
| Frederick Buechner | Kraina lwów                                                  | 1974         | Państwowy Instytut Wydawniczy, powieść |
| Jetta Carleton     | Księżycowe kwiaty                                            | 1966         | Czytelnik, powieść |
| Lloyd C. Douglas   | Szata                                                        | 1976         | Instytut Wydawniczy Pax, powieść |
| Edwin O’Connor     | Oścień smutku                                                | 1965         | Instytut Wydawniczy Pax, powieść |
| Flannery O’Connor  | Trudno o dobrego człowieka                                   | 1970         | Państwowy Instytut Wydawniczy, zbiór opowiadań                                                                                               |
| Flannery O’Connor  | W pierścieniu ognia                                          | 1975         | Państwowy Instytut Wydawniczy, opowiadania                                                                                                   |
| Flannery O’Connor  | Sztuczny Murzyn. Opowiadania                                 | 1992         | |
| –                  | Dyliżansem przez prerię. Opowiadania z Dzikiego Zachodu      | 1965         | Iskry, jeden z przekładów w antologii |
| William Faulkner   | Miasto                                                       | 1966         | Czytelnik |
| Francis Bret Harte | Trzech włóczęgów z Trinidad                                  | 1955         | Czytelnik, jeden z przekładów w antologii |
| Henry James        | Ambasadorowie                                                | 1960         | Czytelnik, powieść w 2 tomach |
| Henry James        | Madonna przyszłości i inne opowiadania                       | 1962         | Państwowy Instytut Wydawniczy |
| Henry James        | Portret damy                                                 | 1977         | Czytelnik, powieść |
| –                  | Rekord Johna Cucu. Antologia postępowej noweli amerykańskiej | 1956         | Czytelnik, jeden z przekładów w antologii |
| Craig Rice         | Róże pani Cherington                                         | 1958         | Iskry, powieść |
| J.D. Salinger      | Buszujący w zbożu                                            | 1961         | Iskry, powieść |
| J.D. Salinger      | Franny i Zooey                                               | 1966         | Czytelnik, opowiadania |
| J.D. Salinger      | Wyżej podnieście strop, cieśle                               | 1966         | Czytelnik, opowiadanie, wydane wspólnie z Seymour: Introdukcja                                                                               |
| J.D. Salinger      | Seymour: Introdukcja                                         | 1966         | Czytelnik, opowiadanie, wydane wspólnie z Wyżej podnieście strop, cieśle                                                                     |
| William Saroyan    | Własne życie                                                 | 1963         | Instytut Wydawniczy Pax, wspomnienia |
| William Saroyan    | Troje w Paryżu                                               | 1966         | Instytut Wydawniczy Pax, wspomnienia |
| Jean Stafford      | Zły charakter                                                | 1976         | Państwowy Instytut Wydawniczy, opowiadanie, wydane w zbiorze (o tym samym tytule), gdzie wszystkie pozostałe teksty przełożyła Ewa Krasińska |
| Colin Stuart       | Zatrzymać wiatr                                              | 1975         | Iskry, powieść |
| Booth Tarkington   | Penrod                                                       | 1963         | Iskry, powieść |
| John Updike        | Farma                                                        | 1967         | Państwowy Instytut Wydawniczy, powieść |
| John Updike        | Muzea i kobiety oraz inne opowiadania                        | 1978         | Państwowy Instytut Wydawniczy |
| Nathanael West     | Dzień szarańczy                                              | 1963         | Czytelnik, powieść, wydana wspólnie z Miss Lonelyhearts                                                                                      |
| Nathanael West     | Miss Lonelyhearts                                            | 1963         | Czytelnik, powieść, wydana wspólnie z Dniem szarańczy                                                                                        |
| Frances Winwar     | Nawiedzony gród                                              | 1961         | Państwowy Instytut Wydawniczy, powieść |
| Thomas Wolfe       | Nie ma powrotu                                               | 1959         | Czytelnik, powieść |

### Literatura piękna australijska
| Autor         | Tytuł                                     | Data wydania | Wydawca, uwagi                                    |
| ------------- | ----------------------------------------- | ------------ | ------------------------------------------------- |
| –             | I drzewa mówią. Opowiadania australijskie | 1954         | Czytelnik, jeden z przekładów w antologii         |
| Patrick White | Wóz ognisty                               | 1965         | Państwowy Instytut Wydawniczy, powieść w 2 tomach |
| Patrick White | Żywi i umarli                             | 1966         | Państwowy Instytut Wydawniczy, powieść            |
| Patrick White | Węzeł                                     | 1968         | Państwowy Instytut Wydawniczy, powieść            |
| Patrick White | Wiwisekcja                                | 1973         | Państwowy Instytut Wydawniczy, powieść            |
| Patrick White | Oko cyklonu                               | 1976         | Państwowy Instytut Wydawniczy, powieść            |
| Patrick White | Voss                                      | 1979         | Państwowy Instytut Wydawniczy, powieść            |
| Patrick White | Przepaska z liści                         | 1980         | Państwowy Instytut Wydawniczy, powieść            |
| Patrick White | Drzewo człowiecze                         | 1985         | Państwowy Instytut Wydawniczy, powieść            |

### Literatura piękna francuska
| Autor                  | Tytuł                                    | Data wydania | Wydawca, uwagi                                                                                         |
| ---------------------- | ---------------------------------------- | ------------ | --- |
| Pierre Courtade        | Jimmy                                    | 1953         | Czytelnik, powieść                                                                                     |
| Maurice Druon          | Potentaci                                | 1962         | Państwowy Instytut Wydawniczy, powieść                                                                 |
| Jean Genet             | Murzyni. Błazenada                       | 1961         | utwór dramatyczny w 1 akcie, przekład wspólnie z Jerzym Lisowskim, opublikowany w czasopiśmie „Dialog” |
| Jean Genet             | Parawany                                 | 1964         | utwór dramatyczny, przekład wspólnie z J. Lisowskim, opublikowany w czasopiśmie „Dialog”               |
| Jean Genet             | Ścisły nadzór                            | 1965         | utwór dramatyczny, opublikowany w czasopiśmie „Dialog”                                                 |
| Jean Genet             | Balkon                                   | 1970         | Państwowy Instytut Wydawniczy, powieść, przekład wspólnie z J. Lisowskim, opublikowana w zbiorze Teatr |
| Joseph Majault         | Dzień powszedni wikarego                 | 1971         | Instytut Wydawniczy Pax, powieść                                                                       |
| Françoise Mallet-Joris | Znaki                                    | 1969         | Instytut Wydawniczy Pax, powieść                                                                       |
| Françoise Mallet-Joris | Kłamstwa                                 | 1970         | Instytut Wydawniczy Pax, powieść                                                                       |
| Françoise Mallet-Joris | Trzy wieki ciemności. Historie czarownic | 1971         | Instytut Wydawniczy Pax, opowiadania                                                                   |
| Françoise Mallet-Joris | Papierowy dom                            | 1980         | Instytut Wydawniczy Pax, powieść                                                                       |
| Guy de Maupassant      | Mont-Oriol                               | 1955         | Czytelnik, powieść                                                                                     |
| Armand Salacrou        | Ruch jednokierunkowy                     | 1970         | psychodrama, opublikowana w czasopiśmie Dialog                                                         |

### Literatura piękna kanadyjska
| Autor                    | Tytuł                  | Data wydania | Wydawca, uwagi                                                                    |
| ------------------------ | ---------------------- | ------------ | --------------------------------------------------------------------------------- |
| Margaret Craven          | Słyszałem wołanie sowy | 1977         | Instytut Wydawniczy Pax, powieść                                                  |
| William Robertson Davies | Piąta osoba dramatu    | 1973         | Instytut Wydawniczy Pax, powieść                                                  |
| William Robertson Davies | Mantykora              | 1988         | Państwowy Instytut Wydawniczy, powieść                                            |
| William Robertson Davies | Świat czarów           | 1989         | Państwowy Instytut Wydawniczy, przekład wspólnie z Zofią Zinserling               |
| Gratien Gélinas          | Sami porządni ludzie   | 1979         | dramat, przekład wspólnie z Jerzym Lisowskim, opublikowany w czasopiśmie „Dialog” |
| Brian Moore              | Odpowiedź z otchłani   | 1969         | Instytut Wydawniczy Pax, powieść                                                  |
| Brian Moore              | Jestem Mary Dunne      | 1971         | Instytut Wydawniczy Pax, powieść                                                  |

### Literatura piękna innych krajów
| Autor            | Tytuł                                | Data wydania | Wydawca, uwagi                                                                                           |
| ---------------- | ------------------------------------ | ------------ | --- |
| Chinua Achebe    | Boża strzała                         | 1966         | Instytut Wydawniczy Pax, powieść                                                                         |
| Mulk Raj Anand   | Kulis: powieść                       | 1950         | Czytelnik                                                                                                |
| Mulk Raj Anand   | Idylla kaszmirska i inne opowiadania | 1955         | Czytelnik, jeden z przekładów w antologii                                                                |
| Mongo Beti       | Król cudem ocalony                   | 1975         | Instytut Wydawniczy Pax, powieść                                                                         |
| Hubert Lampo     | Powrót Joachima Stillera             | 1979         | Instytut Wydawniczy Pax, powieść, przekład z tłumaczenia angielskiego, oryginał napisany w niderlandzkim |
| Halldór Laxness  | Niezależni. Saga islandzkiej doliny  | 1956         | Czytelnik, powieść, przekład z tłumaczenia angielskiego, oryginał napisany w islandzkim                  |
| James Ngugi      | Ziarno pszeniczne                    | 1972         | Instytut Wydawniczy Pax, powieść                                                                         |
| Maria Rosseels   | Obietnica Sabiny                     | 1974         | Instytut Wydawniczy Pax, powieść, przekład z tłumaczenia francuskiego, oryginał napisany w niderlandzkim |
| Francis Selormey | Wąska ścieżka                        | 1971         | Instytut Wydawniczy Pax, powieść                                                                         |

### Różne
| Autor                         | Tytuł                                                                                 | Data wydania | Wydawca, uwagi |
| ----------------------------- | ------------------------------------------------------------------------------------- | ------------ | --- |
| –                             | Baśnie i legendy Wysp Brytyjskich                                                     | 1985         | Nasza Księgarnia, jeden z przekładów w antologii |
| Paul Claudel                  | Możliwości teatru                                                                     | 1971         | Wydawnictwa Artystyczne i Filmowe, wybór artykułów |
| Jacques Copeau                | Naga scena                                                                            | 1972         | Wydawnictwa Artystyczne i Filmowe, wybór artykułów |
| Edward Craig                  | Gordon Craig: historia życia                                                          | 1976         | Państwowy Instytut Wydawniczy, biografia |
| Edward G. Craig               | O sztuce teatru                                                                       | 1964         | Wydawnictwa Artystyczne i Filmowe, wybór artykułów |
| Jean Héritier                 | Katarzyna Medycejska                                                                  | 1981         | Państwowy Instytut Wydawniczy, biografia |
| Ronald Hewitt                 | Ziemia drży                                                                           | 1964         | Iskry |
| –                             | Komuna                                                                                | 1973         | praca zbiorowa The Performance Group Richarda Schechnera, opublikowana w czasopiśmie „Dialog”, piosenki w tłumaczeniu Wojciecha Młynarskiego                            |
| –                             | Legendy Indian kanadyjskich                                                           | 1982         | Nasza Księgarnia, opowiadania, opracowanie Ella Elizabeth Clark |
| Jacques Faizant, Jacques Loew | Przypowieści i obrazki                                                                | 1982         | Instytut Wydawniczy Pax |
| Mao Zedong                    | O zadaniach artysty i pisarza                                                         | 1950         | Czytelnik, przemówienia z 9 czerwca i 23 maja 1942, przekład wspólnie z Wandą Jedlicką na podstawie tłumaczeń angielskiego i francuskiego, oryginał napisany po chińsku |
| Michel Pastoureau             | Życie codzienne we Francji i Anglii w czasach rycerzy Okrągłego Stołu (XII–XIII wiek) | 1983         | Państwowy Instytut Wydawniczy |
| George Bernard Shaw           | Teatry londyńskie w latach dziewięćdziesiątych                                        | 1967         | Wydawnictwa Artystyczne i Filmowe, wybór recenzji, przekład wspólnie z Zofią Sroczyńską                                                                                 |
| George Bernard Shaw           | Aforyzmy                                                                              | 1975         | Państwowy Instytut Wydawniczy, jeden z przekładów w antologii |
| John Shearman                 | Manieryzm                                                                             | 1970         | Państwowy Instytut Wydawniczy |
| Pierre Sichel                 | Modigliani                                                                            | 1971         | biografia |
| Cornelia Otis Skinner         | Madame Sarah                                                                          | 1981         | Państwowy Instytut Wydawniczy, biografia |
| Ellen Terry                   | Historia mojego życia                                                                 | 1989         | Państwowy Instytut Wydawniczy |

## Odznaczenia
- Medal 10-lecia Polski Ludowej (1954)[51]
- Srebrny Krzyż Zasługi (1955)[52]